# Zwolsche Boys in het seizoen 1963/64
Het seizoen 1963/1964 was het 47e jaar in het bestaan van de Zwolse betaaldvoetbalclub Zwolsche Boys. De club kwam uit in de Tweede divisie B en eindigde daarin op de zevende plaats. Ook werd deelgenomen aan het toernooi om de KNVB beker, hierin werd de club in de eerste ronde met 3-0 door Eindhoven uitgeschakeld.

## Wedstrijdstatistieken

### Tweede divisie B
| 1e speelronde                                                                                           | Zwolsche Boys                                              | 1 – 0 (0 – 0) | Hilversum                                                        |
| 25 augustus 1963 Plaats: Zwolle Gemeentelijk Sportpark Toeschouwers: 4.500 Scheidsrechter: T. Brink     | Herman Lafaille 46'                                        |               |                                                                  |
| 2e speelronde                                                                                           | PEC                                                        | 4 – 2 (2 – 1) | Zwolsche Boys                                                    |
| 1 september 1963 Plaats: Zwolle De Vrolijkheid                                                          | Leo Koopman 30', 37', 65' Jan Koops 57'                    |               | 34' Herman Lafaille 56' Gerard Lippold                           |
| 3e speelronde                                                                                           | Zwolsche Boys                                              | 2 – 0 (0 – 0) | Heerenveen                                                       |
| 8 september 1963 Plaats: Zwolle Gemeentelijk Sportpark                                                  | Henny Hendriksen 65', 87'                                  |               |                                                                  |
| 4e speelronde                                                                                           | ZFC                                                        | 4 – 0 (3 – 0) | Zwolsche Boys                                                    |
| 15 september 1963 Plaats: Zaandam Westzanerdijk Toeschouwers: 1.500                                     | Henk Jonk 15' Piet Blok 24', 75' Jos van Helvert 34'       |               |                                                                  |
| 5e speelronde                                                                                           | Zwolsche Boys                                              | 0 – 0         | Haarlem                                                          |
| 22 september 1963 Plaats: Zwolle Gemeentelijk Sportpark Toeschouwers: 3.500                             |                                                            |               |                                                                  |
| 6e speelronde                                                                                           | Alkmaar '54                                                | 4 – 0 (1 – 0) | Zwolsche Boys                                                    |
| 6 oktober 1963 Plaats: Alkmaar Alkmaarderhout Toeschouwers: 8.000 Scheidsrechter: J. Coppen             | Sietze de Vries 43', 55' János Hanek 52' Piet Buis 56'     |               |                                                                  |
| 7e speelronde                                                                                           | Zwolsche Boys                                              | 2 – 0 (0 – 0) | Zwartemeer                                                       |
| 13 oktober 1963 Plaats: Zwolle Gemeentelijk Sportpark                                                   | Henny Hendriksen 67', 69' (pen.)                           |               |                                                                  |
| 8e speelronde                                                                                           | Be Quick                                                   | 2 – 3 (1 – 3) | Zwolsche Boys                                                    |
| 27 oktober 1963 Plaats: Groningen Esserberg                                                             | Herman Mengerink 24' Freek Schutten 67'                    |               | 11', 34' Hannes Pfeiffer 29' Herman Lafaille                     |
| 9e speelronde                                                                                           | 't Gooi                                                    | 2 – 2 (1 – 1) | Zwolsche Boys                                                    |
| 3 november 1963 Plaats: Hilversum Gemeentelijk Sportpark                                                | Aad Mulder 20' Gerard van Wiggen 55'                       |               | 20' Henny Hendriksen Karel van der Woude                         |
| 10e speelronde                                                                                          | Zwolsche Boys                                              | 2 – 0 (1 – 0) | Leeuwarden                                                       |
| 10 november 1963 Plaats: Zwolle Gemeentelijk Sportpark                                                  | Henny Hendriksen 39', 82' (pen.)                           |               |                                                                  |
| 11e speelronde                                                                                          | KFC                                                        | 2 – 0 (1 – 0) | Zwolsche Boys                                                    |
| 24 november 1963 Plaats: Koog aan de Zaan Breestraat Toeschouwers: 1.500                                | Henk van Vlierden 44' Bruin Steur 87'                      |               |                                                                  |
| 12e speelronde                                                                                          | Zwolsche Boys                                              | 1 – 1 (0 – 1) | RCH                                                              |
| 1 december 1963 Plaats: Zwolle Gemeentelijk Sportpark Toeschouwers: 3.500                               | Herman Lafaille 49'                                        |               | 34' Dick Meijer                                                  |
| 13e speelronde                                                                                          | EDO                                                        | 2 – 0 (0 – 0) | Zwolsche Boys                                                    |
| 8 december 1963 Plaats: Haarlem Noordersportpark Toeschouwers: 2.000                                    | Roel Hopman 62' Coen van Vilsteren 69' (e.d.)              |               |                                                                  |
| 14e speelronde                                                                                          | Zwolsche Boys                                              | 0 – 4 (0 – 3) | Tubantia                                                         |
| 15 december 1963 Plaats: Zwolle Gemeentelijk Sportpark Toeschouwers: 2.200                              |                                                            |               | 11', 23' Herman Vrielink 45', 49' Bertus Strating                |
| 15e speelronde                                                                                          | HVC                                                        | 1 – 1 (0 – 0) | Zwolsche Boys                                                    |
| 22 december 1963 Plaats: Amersfoort Birkhoven Toeschouwers: 1.500                                       | Jan ten Braak 55'                                          |               | 50' Herman Lafaille                                              |
| 16e speelronde                                                                                          | Zwolsche Boys                                              | 1 – 1 (0 – 0) | PEC                                                              |
| 5 januari 1964 Plaats: Zwolle Gemeentelijk Sportpark Toeschouwers: 6.000 Scheidsrechter: L. van Ravens  | Herman Lafaille 56'                                        |               | 73' (pen.) Joop Knol                                             |
| 17e speelronde                                                                                          | Hilversum                                                  | 3 – 2 (2 – 0) | Zwolsche Boys                                                    |
| 12 januari 1964 Plaats: Hilversum Gemeentelijk Sportpark Toeschouwers: 1.500                            | Peter Wiskie 15' Gerard Hogenbirk Wim Tuhusula             |               | 60' Rein van Veen 68' Folly van Dam                              |
| 18e speelronde                                                                                          | Heerenveen                                                 | 5 – 0 (3 – 0) | Zwolsche Boys                                                    |
| 19 januari 1964 Plaats: Heerenveen Gemeentelijk Sportpark Toeschouwers: 3.000 Scheidsrechter: J. Jansen | Tjeerd Krist 2', 55', 79' Henk Klunder 5' Sicco Kuiper 31' |               |                                                                  |
| 19e speelronde                                                                                          | Zwolsche Boys                                              | 6 – 0 (3 – 0) | ZFC                                                              |
| 2 februari 1964 Plaats: Zwolle Gemeentelijk Sportpark Toeschouwers: 2.500                               | Henny Hendriksen 19', 26' (pen.) Rein van Veen 65', 83'    |               |                                                                  |
| 20e speelronde                                                                                          | Haarlem                                                    | 1 – 1 (1 – 0) | Zwolsche Boys                                                    |
| 16 februari 1964 Plaats: Haarlem Jan Gijzenkade Toeschouwers: 1.500                                     | Gerrit Peijs 22'                                           |               | 75' Rein van Veen                                                |
| 21e speelronde                                                                                          | Zwolsche Boys                                              | 2 – 0 (0 – 0) | Alkmaar '54                                                      |
| 1 maart 1964 Plaats: Zwolle Gemeentelijk Sportpark Toeschouwers: 6.000                                  | Folly van Dam 70' Henny Hendriksen 75'                     |               |                                                                  |
| 22e speelronde                                                                                          | Zwartemeer                                                 | 0 – 0         | Zwolsche Boys                                                    |
| 15 maart 1964 Plaats: Klazienaveen Mr. Ovingstraat                                                      |                                                            |               |                                                                  |
| 23e speelronde                                                                                          | Zwolsche Boys                                              | 1 – 2 (0 – 1) | Be Quick                                                         |
| 30 maart 1964 Plaats: Zwolle Gemeentelijk Sportpark Toeschouwers: 3.000 Scheidsrechter: J. M. Barmentlo | Hannes Pfeiffer 68'                                        |               | 20', 80' Freek Schutten                                          |
| 24e speelronde                                                                                          | Zwolsche Boys                                              | 3 – 1 (2 – 0) | 't Gooi                                                          |
| 5 april 1964 Plaats: Zwolle Gemeentelijk Sportpark                                                      | Henny Hendriksen 12' Folly van Dam 19' Herman Lafaille 76' |               | 58' Bertus van der Straten                                       |
| 25e speelronde                                                                                          | Leeuwarden                                                 | 1 – 1 (1 – 1) | Zwolsche Boys                                                    |
| 19 april 1964 Plaats: Leeuwarden Gemeentelijk Sportpark                                                 | Wietze Couperus 43' (pen.)                                 |               | 5' Hannes Pfeiffer                                               |
| 26e speelronde                                                                                          | Zwolsche Boys                                              | 1 – 0 (0 – 0) | KFC                                                              |
| 26 april 1964 Plaats: Zwolle Gemeentelijk Sportpark Toeschouwers: 2.500                                 | Gerard Lippold 67'                                         |               |                                                                  |
| 27e speelronde                                                                                          | RCH                                                        | 4 – 1 (1 – 0) | Zwolsche Boys                                                    |
| 3 mei 1964 Plaats: Heemstede Sportparklaan Toeschouwers: 2.500                                          | Ulrich Maslo 40', 65' László Nánai 60' Jan Dahrs           |               | 55' Coen van Vilsteren                                           |
| 28e speelronde                                                                                          | Zwolsche Boys                                              | 1 – 1 (1 – 1) | EDO                                                              |
| 7 mei 1964 Plaats: Zwolle Gemeentelijk Sportpark Toeschouwers: 1.500                                    | Henny Hendriksen 3'                                        |               | 10' Gerrie Krooder                                               |
| 29e speelronde                                                                                          | Tubantia                                                   | 0 – 1 (0 – 0) | Zwolsche Boys                                                    |
| 10 mei 1964 Plaats: Hengelo Veldwijk Toeschouwers: 1.500                                                |                                                            |               | 73' Gerard Lippold                                               |
| 30e speelronde                                                                                          | Zwolsche Boys                                              | 1 – 4 (1 – 2) | HVC                                                              |
| 18 mei 1964 Plaats: Zwolle Gemeentelijk Sportpark Toeschouwers: 1.200                                   | Hannes Pfeiffer 22'                                        |               | 15', 74' Hans van Empelen 15' Evert van Ginkel 71' Bennie Marcus |

### KNVB beker
| 1e ronde                                       | Eindhoven                                        | 3 – 0 (1 – 0) | Zwolsche Boys |
| 29 september 1963 Plaats: Eindhoven Aalsterweg | Thieu Soers 17' Joop Oomens 82' Thieu Houben 86' |               |               |

## Statistieken Zwolsche Boys 1963/1964

### Eindstand Zwolsche Boys in de Nederlandse Tweede divisie B 1963 / 1964
| Stand | Gespeeld | Gewonnen | Gelijk | Verloren | Punten | Doelpunten voor | Doelpunten tegen |
| ----- | -------- | -------- | ------ | -------- | ------ | --------------- | ---------------- |
| 7e    | 30       | 10       | 9      | 11       | 29     | 38              | 49               |

| #      | Naam                | Goal |
| ------ | ------------------- | ---- |
| 1.     | Henny Hendriksen    | 14   |
| 2.     | Herman Lafaille     | 7    |
| 3.     | Hannes Pfeiffer     | 5    |
| 4.     | Rein van Veen       | 4    |
| 5.     | Folly van Dam       | 3    |
| 5.     | Gerald Lippold      | 3    |
| 7.     | Coen van Vilsteren  | 1    |
| 7.     | Karel van der Woude | 1    |
| Totaal | Totaal              | 38   |

| #      | Naam        | Goal |
| ------ | ----------- | ---- |
| –      | Geen speler | 0    |
| Totaal | Totaal      | 0    |

### Punten per tegenstander
|       | Alkmaar '54 | Be Quick | EDO | 't Gooi | Haarlem | Heerenveen | Hilversum | HVC | KFC | Leeuwarden | PEC | RCH | Tubantia | ZFC | Zwartemeer |
| ----- | ----------- | -------- | --- | ------- | ------- | ---------- | --------- | --- | --- | ---------- | --- | --- | -------- | --- | ---------- |
| Thuis | 2           | 0        | 1   | 2       | 1       | 2          | 2         | 0   | 2   | 2          | 1   | 1   | 0        | 2   | 2          |
| Uit   | 0           | 2        | 0   | 1       | 1       | 0          | 0         | 1   | 0   | 1          | 0   | 0   | 2        | 0   | 1          |

### Doelpunten per tegenstander
|       | Alkmaar '54 | Be Quick | EDO | 't Gooi | Haarlem | Heerenveen | Hilversum | HVC | KFC | Leeuwarden | PEC | RCH | Tubantia | ZFC | Zwartemeer | Totaal |
| ----- | ----------- | -------- | --- | ------- | ------- | ---------- | --------- | --- | --- | ---------- | --- | --- | -------- | --- | ---------- | ------ |
| Thuis | 2           | 1        | 1   | 3       | 0       | 2          | 1         | 1   | 1   | 2          | 1   | 1   | 0        | 6   | 2          | 24     |
| Uit   | 0           | 3        | 0   | 2       | 1       | 0          | 2         | 1   | 0   | 1          | 2   | 1   | 1        | 0   | 0          | 14     |
|       |             |          |     |         |         |            |           |     |     |            |     |     |          |     |            | 38     |